# This Is America, Charlie Brown
This Is America, Charlie Brown è una miniserie televisiva d'animazione di otto episodi, che raffigura avvenimenti della storia degli Stati Uniti d'America usando i personaggi della striscia a fumetti Peanuts di Charles M. Schulz. Andò in onda originariamente sulla CBS del 1988-1989, mentre in Italia fu trasmessa su Junior TV negli anni novanta all'interno della serie The Charlie Brown and Snoopy Show. Data la natura degli eventi ritratti e le figure storiche incluse, ad esempio i fratelli Wright e George Washington, molti adulti vengono eccezionalmente mostrati insieme ai Peanuts. Questi adulti sono elaborati in uno stile simile a quelli di altre produzioni di Bill Melendez. È anche l'ultima serie dei peanuts a venire fatta completamente in animazione tradizionale: dalla successiva (tranne nella  serie del 2014), verrà affiancata dalla  CGI.
La serie comprende musiche di molti compositori e artisti, tra cui il veterano dei Peanuts Ed Bogas, Dave Brubeck, David Benoit (che in seguito avrebbe composto anche le musiche degli special a partire da È di nuovo Natale Charlie Brown), George Winston, Wynton Marsalis e Dave Grusin. Questo portò avanti la tradizione di utilizzare musicisti jazz per la colonna sonora. La miniserie presenta anche canzoni eseguite da The Winans, Desirée Goyette e Lou Rawls.

## Doppiaggio

### Doppiatori inglesi
- Erin Chase come Charlie Brown
- Jason Riffle come Charlie Brown (ep.2)
- Bill Melendez come Snoopy e Woodstock
- Brandon Stewart come Linus van Pelt
- Jeremy Miller come Linus van Pelt (ep.2)
- Erica Gayle come Lucy van Pelt
- Ami Foster come Lucy van Pelt (ep.2)
- Brittany Thornton come Sally Brown
- Christina Lange come Sally Brown (ep.2)
- Curtis Anderson come Schroeder
- Jason Mendelson come Piperita Patty
- Hakeem Abdul-Samad come Franklin
- Sean Mendelson come Franklin
- Grant Gelt come Franklin
- Frank Welker come Wilbur Wright, Jason Welker, capitano John Smith, Gouverneur Morris, James Wilson, Abraham Lincoln
- Gregg Berger come Orville Wright, Controllo Della missione
- Hal Smith come George Washington
- Christopher Collins come Samoset

### Doppiatori italiani
- Martino Consoli come Charlie Brown
- Renata Bertolas come Linus van Pelt e Lucy van Pelt
- Angiolina Gobbi come Sally Brown
- Guido Bettali come Schroeder
- Francesca Vettori come Piperita Patty
- Giuseppe Calvetti come Franklin

## Episodi
| Nº | Titolo italiano                           | Titolo originale                                | Prima TV         |
| -- | ----------------------------------------- | ----------------------------------------------- | ---------------- |
| 1  | "Il viaggio della Mayflower"              | "The Mayflower Voyagers"                        | 21 ottobre 1988  |
| 2  | "La nascita della Costituzione americana" | "The Birth of the Constitution"                 | 28 ottobre 1988  |
| 3  | "I fratelli Wright a Kitty Hawk"          | "The Wright Brothers at Kitty Hawk"             | 4 novembre 1988  |
| 4  | "La stazione spaziale della NASA"         | "The NASA Space Station"                        | 11 novembre 1988 |
| 5  | "La ferrovia transcontinentale"           | "The Building of the Transcontinental Railroad" | 10 febbraio 1989 |
| 6  | "I grandi inventori"                      | "The Great Inventors"                           | 10 marzo 1989    |
| 7  | "Lo Smithsonian e la Presidenza"          | "The Smithsonian and the Presidency"            | 19 aprile 1989   |
| 8  | "La musica e gli eroi d'America"          | "The Music and Heroes of America"               | 23 maggio 1989   |